# Чемпионат мира по настольному теннису 1993
Чемпионат мира по настольному теннису 1993 года прошёл с 11 по 23 мая в Гётеборге (Швеция).

## Медали

### Команды
| Пол     | Золото                                                                                      | Серебро                                                                | Бронза                                                                                  |
| ------- | ------------------------------------------------------------------------------------------- | ---------------------------------------------------------------------- | --------------------------------------------------------------------------------------- |
| Мужчины | Швеция · Микаэль Аппельгрен · Петер Карлссон · Эрик Линд · Йёрген Перссон · Ян-Уве Вальднер | Китай · Лю Голян · Ма Вэньгэ · Люй Линь · Ван Хао · Ван Тао · Чжан Лэй | Германия · Оливер Альке · Штеффен Фетцнер · Петер Франц · Рихард Праузе · Йёрг Росскопф |
| Женщины | Китай · Чэнь Цзыхэ · Дэн Япин · Гао Цзюнь · Цяо Хун                                         | КНДР · Ан Хисук · Ли Бун Хи · Ви Боксун · Ю Сун Бок                    | Республика Корея · Хон Чха Ок · Хон Сунхва · Хён Джон Хва · Пак Хэ Джон                 |

### Спортсмены
| Разряд                   | Золото            | Серебро               | Бронза                 |
| ------------------------ | ----------------- | --------------------- | ---------------------- |
| Мужской одиночный разряд | Жан-Филипп Гасьен | Жан-Мишель Сев        | Зоран Приморац         |
| Мужской одиночный разряд | Жан-Филипп Гасьен | Жан-Мишель Сев        | Ян-Уве Вальднер        |
| Женский одиночный разряд | Хён Джон Хва      | Чэнь Цзин             | Отилия Бэдеску         |
| Женский одиночный разряд | Хён Джон Хва      | Чэнь Цзин             | Гао Цзюнь              |
| Мужской парный разряд    | Люй Линь Ван Тао  | Ма Вэньгэ Чжан Лэй    | Ким Тхэк Су Ю Нам Гю   |
| Мужской парный разряд    | Люй Линь Ван Тао  | Ма Вэньгэ Чжан Лэй    | Ли Чжиган Лю Голян     |
| Женский парный разряд    | Лю Вэй Цяо Юньпин | Дэн Япин Цяо Хун      | Чэнь Цзыхэ Гао Цзюнь   |
| Женский парный разряд    | Лю Вэй Цяо Юньпин | Дэн Япин Цяо Хун      | Ци Баохуа Чэнь Даньлэй |
| Микст                    | Ван Тао Лю Вэй    | Ю Нам Гю Хён Джон Хва | Ма Вэньгэ Цяо Юньпин   |
| Микст                    | Ван Тао Лю Вэй    | Ю Нам Гю Хён Джон Хва | Ли Сунъиль Ю Сун Бок   |